# Исаков, Руслан Саидович
Руслан Саидович Исаков (род. 28 июля 1989, Ростов-на-Дону) — российский борец греко-римского стиля, призёр чемпионатов России, мастер спорта России международного класса. Представляет клуб КШВСМ (Санкт-Петербург). Живёт в Санкт-Петербурге. Его тренерами были Г. А. Давидян и А. В. Ковалёв. Член сборной команды страны с 2011 года. Выступал в полусредней (до 75 кг) и средней (до 80 кг) весовых категориях.

## Спортивные результаты
- Чемпионат России по греко-римской борьбе 2014 года — ;
- Чемпионат России по греко-римской борьбе 2016 года — ;
- Гран-при Ивана Поддубного 2018 года — [2];
- Чемпионат России по греко-римской борьбе 2018 года — ;
- Чемпионат России по греко-римской борьбе 2021 года — ;
- Чемпионат России по греко-римской борьбе 2022 года — ;

## Личная жизнь
Родился в Ростове-на-Дону, отец родом из Дагестана. Чеченец.